# Bracon maculiventris
Bracon maculiventris är en stekelart som beskrevs av Holmgren 1868. Bracon maculiventris ingår i släktet Bracon och familjen bracksteklar. Inga underarter finns listade.